# Hendecourt-lès-Ransart
Pour l’article homonyme, voir Hendecourt-lès-Cagnicourt.
Hendecourt-lès-Ransart est une commune française située dans le département du Pas-de-Calais en région Hauts-de-France. Ses habitants sont appelés les Hendecourtois.
La commune fait partie de la communauté de communes des Campagnes de l'Artois qui regroupe 96 communes et compte 33 141 habitants en 2021.

## Géographie

### Localisation
Localisée dans le sud-est du département du Pas-de-Calais, Hendecourt-lès-Ransart est une commune située, à vol d'oiseau, à 9 km au sud-ouest de la commune d’Arras (chef-lieu d'arrondissement et préfecture du Pas-de-Calais).
Le territoire de la commune est limitrophe de ceux de quatre communes.
Les communes limitrophes sont  Adinfer, Blairville, Boiry-Sainte-Rictrude et Ficheux.

### Géologie et relief
La superficie de la commune est de 2,21 km2 ; son altitude varie de 90  à   124 m.

### Hydrographie
La commune est située dans le bassin Artois-Picardie. Elle n'est drainée par aucun cours d'eau,.

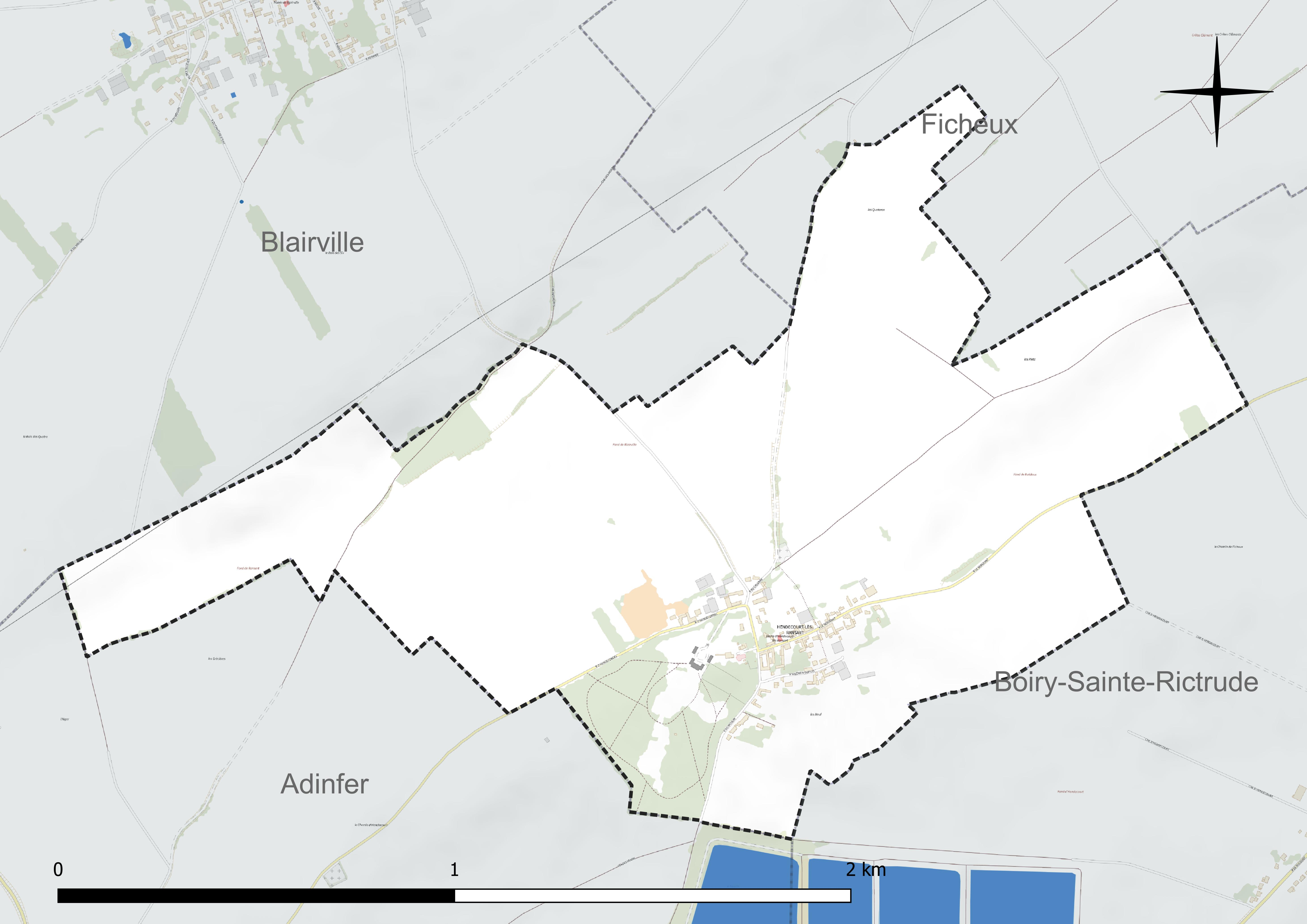
Réseau hydrographique d'Hendecourt-lès-Ransart.

### Climat
Pour des articles plus généraux, voir Climat des Hauts-de-France et Climat du Pas-de-Calais.
En 2010, le climat de la commune est de type climat océanique dégradé des plaines du Centre et du Nord, selon une étude du CNRS s'appuyant sur une série de données couvrant la période 1971-2000. En 2020, Météo-France publie une typologie des climats de la France métropolitaine dans laquelle la commune est exposée à un climat océanique et est dans la région climatique Nord-est du bassin Parisien, caractérisée par un ensoleillement médiocre, une pluviométrie moyenne régulièrement répartie au cours de l'année et un hiver froid (3 °C).
Pour la période 1971-2000, la température annuelle moyenne est de 10 °C, avec une amplitude thermique annuelle de 14,5 °C. Le cumul annuel moyen de précipitations est de 786 mm, avec 11,9 jours de précipitations en janvier et 9,1 jours en juillet. Pour la période 1991-2020, la température moyenne annuelle observée sur la station météorologique la plus proche, située sur la commune de Wancourt à 11 km à vol d'oiseau, est de 10,8 °C et le cumul annuel moyen de précipitations est de 711,4 mm,. Pour l'avenir, les paramètres climatiques de la commune estimés pour 2050 selon différents scénarios d'émission de gaz à effet de serre sont consultables sur un site dédié publié par Météo-France en novembre 2022.

### Paysages
Pour un article plus général, voir Paysage en France.
La commune est située dans le paysage régional des grands plateaux artésiens et cambrésiens tel que défini dans l'atlas des paysages de la région Nord-Pas-de-Calais, conçu par la direction régionale de l'Environnement, de l'Aménagement et du Logement (DREAL),. Ce paysage régional, qui concerne 238 communes, est dominé par les « grandes cultures » de céréales et de betteraves industrielles qui représentent 70 % de la surface agricole utilisée (SAU).

### Milieux naturels et biodiversité

#### Espèces faunistiques et floristiques
Le site de l'Inventaire national du patrimoine naturel (INPN) recense plusieurs espèces faunistiques et floristiques sur le territoire de la commune dont certaines sont protégées et d'autres menacées et quasi-menacées.

## Urbanisme

### Typologie
Au 1er janvier 2024, Hendecourt-lès-Ransart est catégorisée commune rurale à habitat très dispersé, selon la nouvelle grille communale de densité à sept niveaux définie par l'Insee en 2022.
Elle est située hors unité urbaine. Par ailleurs la commune fait partie de l'aire d'attraction d'Arras, dont elle est une commune de la couronne,. Cette aire, qui regroupe 163 communes, est catégorisée dans les aires de 50 000 à moins de 200 000 habitants,.

### Occupation des sols
L'occupation des sols de la commune, telle qu'elle ressort de la base de données européenne d'occupation biophysique des sols Corine Land Cover (CLC), est marquée par l'importance des territoires agricoles (99,9 % en 2018), une proportion identique à celle de 1990 (99,9 %). La répartition détaillée en 2018 est la suivante : 
terres arables (80,7 %), zones agricoles hétérogènes (19,2 %), zones industrielles ou commerciales et réseaux de communication (0,1 %). L'évolution de l'occupation des sols de la commune et de ses infrastructures peut être observée sur les différentes représentations cartographiques du territoire : la carte de Cassini (XVIIIe siècle), la carte d'état-major (1820-1866) et les cartes ou photos aériennes de l'IGN pour la période actuelle (1950 à aujourd'hui).

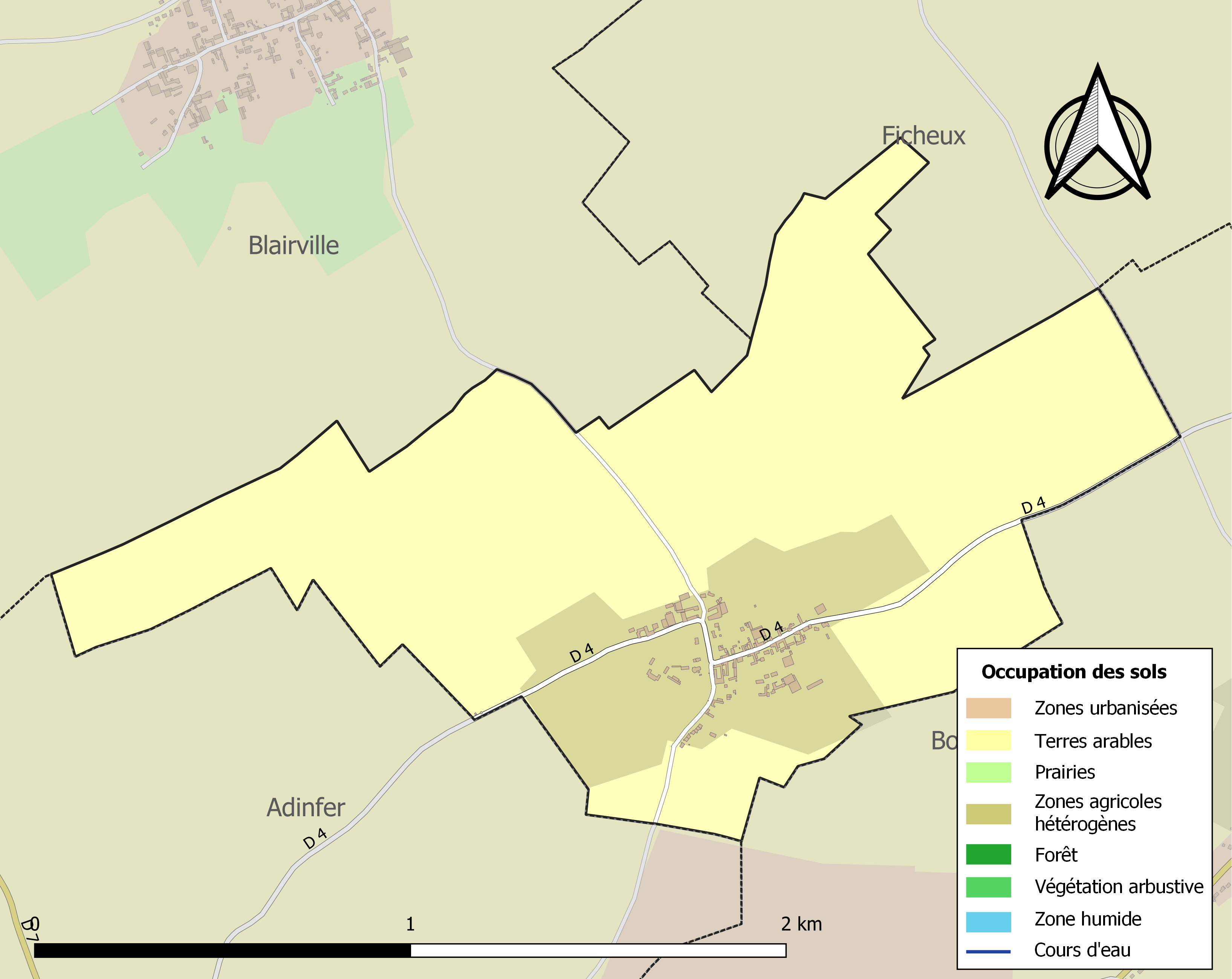
Carte des infrastructures et de l'occupation des sols de la commune en 2018 (CLC).

## Toponymie
Hetnanicurtis, nom de lieu formé de  Hetna ou Henna, nom d'homme mérovingien, et de Curtis, domaine ; ce nom varia ainsi au fil des ans : Hendecourdelle (1300) ; Hendecourdel (1300, 1380, 1450, 1457, 1552, 1556, 1574, 1578) ; Hendecordel (1338, 1400) ; Hennecourt (1500) ; Hendecordel Le Garland (1565) ; Hennecordel (1723) ; Hendecourt (1804) ; Hendecourt-Lez-Ransart (XIXe siècle et XXe siècle) ; Hendecourt-Les-Ransart (fin XXe siècle).
En français, la préposition « lès » signifie « près de » et permet de signifier la proximité d'un lieu géographique par rapport à un autre lieu. En règle générale, il s'agit d'une localité qui tient à se situer par rapport à une ville voisine plus grande. La commune  indique qu'elle se situe près de Ransart.

## Histoire
Seigneurie ayant appartenu aux Mailly d'Authuyle dès 1300, elle passa en 1408 par mariage aux Guines de Hames puis vers 1535, également par mariage aux d'Halluin. Antoine d'Halluin vendit cette seigneurie aux Le Sergeant en 1578. Cette dernière famille en prit le nom et la conserva jusqu'en 1878. Elle est aujourd'hui connue sous le nom de « Le Sergeant d'Hendecourt » et subsiste en France, en Belgique et en Suisse. La famille Le Sergeant d'Hendecourt-Gontreuil a pour devise « Sans estre je suis sergeant ».

### Seigneurs d'Hendecourt
Louis le Sergeant II seigneur de Beaurains, d'Hendecourdel et Oresmaux, bénéficie le 20 juin 1614 de lettres d'anoblissement données à Bruxelles. Il est donc écuyer. Licencié es-lois, avocat au conseil d'Artois, il a été dans le passé échevin d'Arras. Son père Louis Ier et son grand-père Thomas de Douai ont occupé le même poste d'échevin d'Arras, son père l'étant en 1578-1579, pendant les troubles de la ville où il a fidèlement rempli ses obligations. Louis le Sergeant II s'est livré aux études des belles-lettres puis de la philosophie et de la jurisprudence. Il a épousé Jeanne Denis, fille d'Antoine Denis, chevalier, conseiller au conseil privé du roi et au conseil fiscal des finances des Pays-Bas, au conseil d'Artois,.
Le château et sa ferme sont vendus en 1878 à la famille de Diesbach de Belleroche, originaires de Fribourg en Suisse, qui les possèdent encore.
Une petite seigneurie sise à Hendecourdel dépendait également de la commune actuelle. Le 2 avril 1583, est rendue une sentence de noblesse pour Gérard de Vos, seigneur de Beaupré, Hendecourdel, gouverneur et bailli de la principauté d'Épinoy (princes d'Épinoy). Elle devint ensuite la propriété des Saveuzes qui la vendirent en 1703 aux Le Sergeant qui la réunirent à la principale.
Le premier château a probablement été construit vers 1703 par Louis-Joseph Le Sergeant d'Hendecourt sur l'emplacement d'une ancienne demeure. Acquis en 1878 par Frédéric de Diesbach de Belleroche, il est détruit en 1914-1918 puis rebâti de 1920 à 1929.
Le moulin d'Hendecourt est démonté en 1912.

### Première Guerre mondiale
La commune est décorée de la croix de guerre 1914-1918 par décret du 23 septembre 1920, distinction également attribuée à 276 autres communes du Pas-de-Calais.

## Politique et administration

### Élections municipales et communautaires

#### Liste des maires
| Période                                  | Période                    | Identité                            | Étiquette | Qualité |
| ---------------------------------------- | -------------------------- | ----------------------------------- | --------- | --- |
| Les données manquantes sont à compléter. |                            |                                     |           | |
| 1792                                     | 1808                       | François Floride Rohart             |           | premier maire d'Hendecourt                                                                                           |
| 1898                                     | 1901                       | Frédéric de Diesbach Belleroche     |           | |
| 1901                                     | 1908                       | Lucien Voyez 1862-1924              |           | cultivateur |
| 1908                                     | 1919                       | Jean de Diesbach de Belleroche      |           | |
| 1919                                     | 1945                       | Louis de Diesbach de Belleroche     | AD        | Député |
| 1946                                     | 1953                       | Hélène de Diesbach de Belleroche    | SE        | |
| 1953                                     | 1971                       | Louis de Diesbach de Belleroche     | AD        | |
| 1971                                     | 1995                       | Stanislas de Diesbach de Belleroche | SE        | |
| juin 1995                                | 2008                       | Nicolas de Diesbach de Belleroche   | SE        | Agriculteur |
| 2008                                     | En cours (au 22 mars 2022) | Pierre Barrois                      | SE        | Formateur au lycée agricole de Tilloy-lès-Mofflaines Réélu pour le mandat 2014-2020, Réélu pour le mandat 2020-2026, |

## Population et société

### Démographie
Les habitants de la commune sont appelés les Hendecourtois et leur nom j'téest peum d'tierre (pommes de terre).

#### Évolution démographique
L'évolution du nombre d'habitants est connue à travers les recensements de la population effectués dans la commune depuis 1793. Pour les communes de moins de 10 000 habitants, une enquête de recensement portant sur toute la population est réalisée tous les cinq ans, les populations de référence des années intermédiaires étant quant à elles estimées par interpolation ou extrapolation. Pour la commune, le premier recensement exhaustif entrant dans le cadre du nouveau dispositif a été réalisé en 2004.

En 2022, la commune comptait 142 habitants, en évolution de +5,97 % par rapport à 2016 (Pas-de-Calais : −0,72 %, France hors Mayotte : +2,11 %).
| 1793 | 1800 | 1806 | 1821 | 1831 | 1836 | 1841 | 1846 | 1851 |
| ---- | ---- | ---- | ---- | ---- | ---- | ---- | ---- | ---- |
| 128  | 131  | 156  | 194  | 209  | 227  | 243  | 262  | 284  |

| 1856 | 1861 | 1866 | 1872 | 1876 | 1881 | 1886 | 1891 | 1896 |
| ---- | ---- | ---- | ---- | ---- | ---- | ---- | ---- | ---- |
| 277  | 280  | 281  | 284  | 292  | 301  | 286  | 251  | 260  |

| 1901 | 1906 | 1911 | 1921 | 1926 | 1931 | 1936 | 1946 | 1954 |
| ---- | ---- | ---- | ---- | ---- | ---- | ---- | ---- | ---- |
| 232  | 226  | 217  | 138  | 140  | 131  | 123  | 108  | 123  |

| 1962 | 1968 | 1975 | 1982 | 1990 | 1999 | 2004 | 2006 | 2009 |
| ---- | ---- | ---- | ---- | ---- | ---- | ---- | ---- | ---- |
| 126  | 132  | 120  | 118  | 123  | 125  | 128  | 127  | 118  |

| 2014 | 2019 | 2022 | - | - | - | - | - | - |
| ---- | ---- | ---- | - | - | - | - | - | - |
| 134  | 137  | 142  | - | - | - | - | - | - |

#### Pyramide des âges
La population de la commune est relativement jeune.
En 2018, le taux de personnes d'un âge inférieur à 30 ans s'élève à 42,3 %, soit au-dessus de la moyenne départementale (36,7 %). À l'inverse, le taux de personnes d'âge supérieur à 60 ans est de 17,5 % la même année, alors qu'il est de 24,9 % au niveau départemental.
En 2018, la commune comptait 65 hommes pour 71 femmes, soit un taux de 52,21 % de femmes, légèrement supérieur au taux départemental (51,50 %).
Les pyramides des âges de la commune et du département s'établissent comme suit.
| Hommes | Classe d’âge | Femmes |
| ------ | ------------ | ------ |
| 0,0    | 90 ou +      | 1,4    |
| 3,1    | 75-89 ans    | 8,3    |
| 10,8   | 60-74 ans    | 11,1   |
| 20,0   | 45-59 ans    | 18,1   |
| 23,1   | 30-44 ans    | 19,4   |
| 23,1   | 15-29 ans    | 20,8   |
| 20,0   | 0-14 ans     | 20,8   |

| Hommes | Classe d’âge | Femmes |
| ------ | ------------ | ------ |
| 0,5    | 90 ou +      | 1,6    |
| 5,6    | 75-89 ans    | 8,9    |
| 16,7   | 60-74 ans    | 18,1   |
| 20,2   | 45-59 ans    | 19,2   |
| 18,9   | 30-44 ans    | 18,1   |
| 18,2   | 15-29 ans    | 16,2   |
| 19,9   | 0-14 ans     | 17,9   |

## Culture locale et patrimoine

### Lieux et monuments

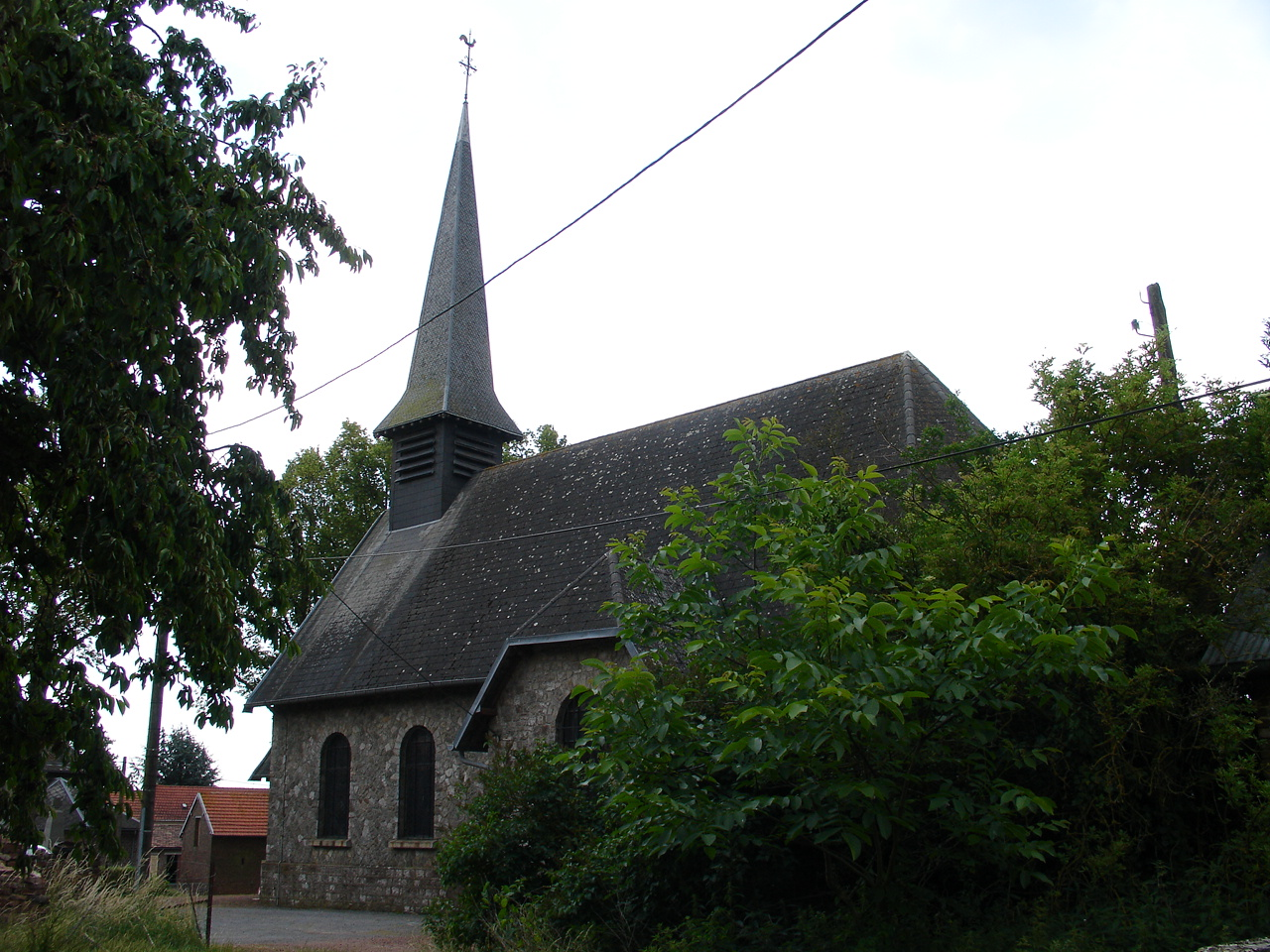
L'église Notre-Dame.
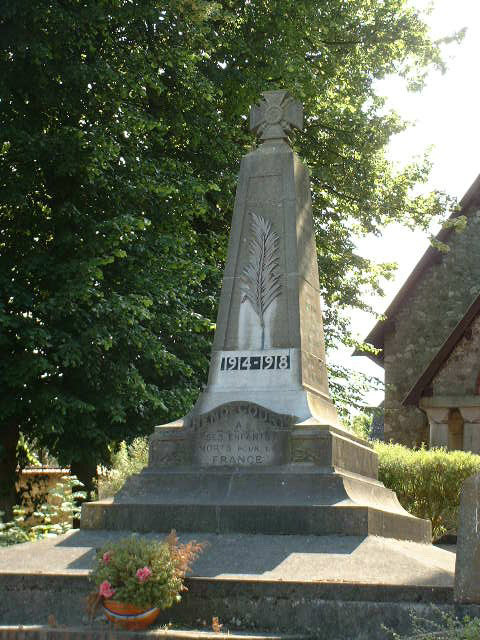
Le monument aux morts[33].

- L'église Notre-Dame.
- Le monument aux morts.

### Héraldique, logotype et devise
| Blason de Hendecourt-lès-Ransart | Blason  | D'azur à trois gerbes de blé d'or liées de gueules. Ornements extérieursCroix de guerre 1914-1918   |
| Blason de Hendecourt-lès-Ransart | Détails | Il s'agit des armoiries de la famille Le Sergeant d'Hendecourt. Adopté par la municipalité en 1978. |

## Pour approfondir